# وادي حنين (فلسطين)
وادي حنين هي قرية فلسطينية في قضاء الرملة. وفقاً للتقاليد المحلية، سميت بعد نزول يمنيين من قبيلة قضاعة واستقرارهم في المنطقة في الفترة الإسلامية المبكرة
في الأزمنة الحديثة، كانت منازل القرية مبنية بالطين أو الحجارة أو الأسمنت، وكانت مبعثرة في الموقع على غير نظام. وكان يتوسط القرية مسجد وبضعة متاجر. وكان سكانها كلهم من المسلمين.

## موقع القرية
تقع على بعد 9 كم غرب الرملة على رقعة مستوية على إرتفاع 50م عن سطح البحر في السهل الساحلي الأوسط. وكانت تقع على الطريق العام المفضي إلى الرملة ويافا وسواهما من المدن، وتصلها جملة من الطرق بقرى المنطقة. يضاف إلى ذلك أن خط سكة حديد رفح – اللد – يافا، كان يمر على بعد 1.5 كلم إلى الشرق من القرية؛ وهي على الجانب الشرقي لطريق غزة – يافا الساحلية المعبدة؛ كما وصلتها دروب ممهدة بقرى بئر سالم وصرفند الخراب وصرفند العمار.

## العقد الأول من القرن العشرين
في العقد الأول من القرن العشرين، بدأت صناعة الحمضيات في المنطقة الساحلية، الواقعة إلى الغرب من وادي حنين، تزدهر وتجتذب العمال من النواحي المجاورة. وقد جاء فلسطينيون كثيرون من مناطق أُخرى للعمل في زراعة الحمضيات، واستقر بعضهم في وادي حنين. كما وصل بعض المهاجرين الصهيونيين واستقر نيس تسيونا؛ وهي مستعمرة أُقيمت على أراض اشتُريت من وادي حنين في سنة 1883. وقد أدى تدفق العمال الزراعيين الذين وجدوا أعمالاً لهم في بساتين الحمضيات التي يمتلكها العرب، أو في تلك التي يمتلكها سكان مستعمرة نيس تسيونا، إلى زيادة عدد سكان وادي حنين.

## العقود الأربعة الأولى من القرن العشرين
في العقود الأربعة الأولى من القرن العشرين، تعرضت السياسة «الليبرالية» التي انتهجتها نيس زيونا لانتقادات حادة من كبار الصهيونيين، لأنها لم تُقْصِ اليد العاملة غير اليهودية عن المشاريع الصهيونية. لكن سياسة الاستبعاد العامة كانت صعبة التطبيق في نيس تسيونا، لأنه لم يكن يفصل بينها وبين وادي حنين شيء غير الطريق. فقرية وادي حنين كانت القرية الوحيدة «المختلطة» حقاً، من قرى فلسطين، والتي كان المهاجرون الصهيونيون والأهالي الفلسطينيون فيها يتجاورون حقاً في عيشهم وعملهم.

## إحتلال القرية (النكبة)
يشير المؤرخ الإسرائيلي بيني موريس إلى أن سكان القرية فروا، في 17 نيسان/أبريل 1948، من جرّاء الاستيلاء على بلدة مجاورة. لكن، وبما أنه لم تحدث أية عمليات عسكرية صهيونية مهمة في الجوار، في ذلك الوقت، فإن اسم تلك البلدة المجاورة يبقى مجهولاً. أقرب المخاطر على القرية كان يبعد مسافة ما إلى الشرق، في ممر القدس، حيث كان لواء غفعاتي قد أنجز عملية نحشون (انظر بيت نقوبا قضاء القدس)، وحيث كانت مجزرة دير ياسين قد ارتُكبت منذ أكثر من أسبوع. أما القرية المجاورة الوحيدة الأُخرى التي ربما كانت أُخليت من سكانها، في ذلك الوقت، فهي صرفند الخراب التي رُوي أنها أخليت من سكانها في 20 نيسان/أبريل، خوفاً من هجوم صهيوني. ولئن كانت هذه التواريخ صحيحة، فمن الجائز أن تكون قرية وادي حنين استُهدفت أو هُددت، كجارتها صرفند الخراب، في سياق حملة التطهير التي نفذتها الهاجاناه في نيسان/أبريل وأوائل أيار/مايو في السهل الساحلي، أو في أثناء تطويق يافا في النصف الثاني من نيسان/أبريل.

## القرية اليوم
في سنة 1883، أُنشئت مستعمرة نيس زيونا في الجانب الغربي من الطريق الساحلي الممتد بين غزة ويافا. ومع توسعها شُيّد بعض أبنيتها على أراضي القرية. كما دُمجت مستعمرة كفار أهارون، التي أُنشئت في سنة 1948 على أراضي القرية، في مستعمرة نيس تسيونا.
حُوّل المسجد إلى كنيس لليهود يدعى غولات يسرائيل. وقد سلم نحو عشرة منازل؛ منها منزل كان للشيخ سليمان الفاروقي تسكنه أُسر يهودية الآن. وهو منزل من طبقتين، له مظهر مباني للشقق السكنية وينقسم إلى خمس وحدات لكل منها شرفة أمامية. كما حُوّل منزل ابن حامد، ذو العمارة الرائقة والسقف المزوّى على شكل الجملون، إلى مستشفى للأمراض العقلية. ويستعمل الجيش الإسرائيلي منزل أبو عمر أفندي، الأشبه بالقصر، لأغراض غير محددة ويحظر تصويره. ويشاهَد في الموقع مجموعات من شجر الخروع والسرو والتوت. أما الأراضي المحيطة، فيزرعها المستوطنون الإسرائيليون.

## الاقتصاد
اعتمد اقتصاد القرية على تصدير الحمضيات، التي تزرع في البساتين المروية من آبار المياه المحفورة حول القرية. كما تنتج الموز والحبوب كذلك. عمل السكان في البساتين واعتمدوا على بيع انتاجها في المدن. خلال فترة الأربعينيات من القرن العشرين، أصبحت القرية المصدر الرئيسي للإمدادات الأساسية واللحوم للسكان اليهود والفلسطينيين في القرى القريبة نظراً لموقعها الاستراتيجي على الطريق الرئيسي.

## السكان
حسب التعداد السكاني في فلسطين عام 1922، بلغ عدد سكان وادي حنين 195 نسمة من المسلمين، ارتفع عددهم إلى 280 نسمة عام 1931، يعيشون في 55 منزلاً. في عام 1945، كان هناك 1,620 عربي و1،760 يهودي. حسب إحصاء عام 1948، كان عدد السكان 1879 نسمة وعدد مساكن القرية 369 بيت. أما تقدير تعداد اللاجئين في 1998 فبلغ 11,540 نسمة.